# آرنه تیسلیوس
آرنه ویلهلم کارین تیسلیوس (به سوئدی: Arne Wilhelm Kaurin Tiselius) ‏ (زاده ۱۰ اوت ۱۹۰۲ – درگذشته ۲۹ اکتبر ۱۹۷۱) زیست شیمیدان سوئدی بود که جایزه نوبل شیمی در سال (۱۹۴۸) برای تحقیق درباره الکتروفورز و اکتشافات خوددرباره ماهیت پیچیدهٔ پروتیینهای سروم برنده شد.